# Кведа-Чхороцку
Кведа-Чхороцку (груз. ქვედა ჩხოროწყუ) — село в Грузии, на территории Чхороцкуского муниципалитета края (мхаре) Самегрело-Верхняя Сванетия.

## География
Село находится в западной части Грузии, на правом берегу реки Очхомури, на расстоянии приблизительно 1 километра (по прямой) к югу от города Чхороцку, административного центра муниципалитета. Абсолютная высота — 139 метров над уровнем моря.

## Население
По результатам официальной переписи населения 2014 года в Кведа-Чхороцку проживало 1192 человека (593 мужчины и 599 женщин). В национальной структуре населения грузины составляли 99,8 %, азербайджанцы — 0,1 %, русские — 0,1 %.
| Год  | Население, человек |
| ---- | ------------------ |
| 2002 | 1191               |
| 2014 | ↗ 1192             |